# Lipotactes sinicus
Lipotactes sinicus är en insektsart som först beskrevs av Bei-bienko 1959.  Lipotactes sinicus ingår i släktet Lipotactes och familjen vårtbitare. Inga underarter finns listade i Catalogue of Life.